# Lucapina eolis
Lucapina eolis är en snäckart som beskrevs av Perez Farfante 1945. Lucapina eolis ingår i släktet Lucapina och familjen nyckelhålssnäckor. Inga underarter finns listade i Catalogue of Life.